# Chen Feng
Pour les articles homonymes, voir Chen et Feng.
Dans ce nom chinois, le nom de famille, Chen, précède le nom personnel Feng.
Chen Feng (chinois : 陈枫 / pinyin : Chén fēng) , né en 1916 à Yangshan et mort en 1986, est un homme politique et diplomate chinois, maire de Nanning en 1950.

## Biographie
Chen Feng naît à Huangbenzen (黄坌) dans le comté de Yangshan. Il devient maire de Nanning en avril 1950. En 1965, il succède à Hao Ting en tant qu'Ambassadeur de Chine en Afghanistan (zh) et est remplacé en 1969 par Xie Bangzhi (en). En 1978, il devient Ambassadeur de Chine en Islande (zh) en succédant Chen Dong, avant d'être remplacé par Ding Xuesong (en) en 1982.